# The Best (album av Aurela Gaçe)
The Best är ett samlingsalbum av den albanska sångerskan Aurela Gaçe, släppt år 1998. På albumet finns nio spår, varav fem är bidrag från musiktävlingen Festivali i Këngës. Bland spåren finns låten "Fati ynë shpresë dhe marrëzi" med vilken hon slutade tvåa 1997 och "S’jam tribu", som hon vann med två år senare. Låten släpptes på Shqipja 2000.

## Låtlista
| Nr | Titel                        | Längd |
| -- | ---------------------------- | ----- |
| 1. | Fati ynë shpresë dhe marrëzi | 4:36  |
| 2. | E pafajshme jam              | 5:31  |
| 3. | S’jam tribu                  | 4:33  |
| 4. | Nata                         | 3:45  |
| 5. | Ku po shkon kjo botë         | 5:22  |
| 6. | Me jetën dashuruar           | 4:33  |
| 7. | Nuk mjafton                  | 3:56  |
| 8. | Princi i kaltër              | 4:43  |
| 9. | Caplin                       | 3:33  |